# Oplag
Ordet oplag har flere beslægtede betydninger:
- Resultatet af trykprocessen. Oplaget skal færdiggøres og det sker som regel i et bogbinderi. Det færdige produkt kan f.eks. være en bog eller et hæfte.
- Antallet af eksemplarer af en publikation. I Danmark har de fleste større aviser og magasiner tilmeldt sig Dansk Oplagskontrol, som sikrer en uvildig opgørelse af oplagstallene, så de kan sammenlignes.
- Når første oplag af en bog er udsolgt, kan man trykke et nyt (uforandret) oplag eller en ny (opdateret) udgave. Nogle gange vil et nyt oplag dog indeholde enkelte rettelser.

| Bog | Spire Denne artikel om bøger og tidsskrifter er en spire som bør udbygges. Du er velkommen til at hjælpe Wikipedia ved at udvide den. |